# Cheirothrix
Cheirothrix (nombre que significa "mano de pelo") es un género extinto de peces actinopterigios perteneciente a la familia Cheirothricidae. Fue nombrado por sus radios de las aletas pectorales largos y delgados, los cuales tienen una cercana convergencia con los actuales peces voladores.

## Taxonomía
Se ha descrito a las siguientes especies:
- †C. guestphalicus (von der Marck & Schlüter, 1868) - Campaniense tardío de Alemania (=Telepholis biantennatus von der Marck, 1873, Megapus guestphalicus von der Marck & Schlüter, 1868)
- †C. lewisii Davis, 1887 - Santoniense tardío del Líbano (Sahel Alma)
- †C. libanicus Pictet & Humbert, 1866 - Santoniense del Líbano (Sahel Alma)

Los restos fosilizados de Cheirothrix lewisii fueron hallados en estratos de caliza del Líbano que datan de hace unos 85 millones de años. Este pez fue descrito originalmente por James William Davis en 1887 y fue nombrado en honor del profesor E. R. Lewis de la Universidad Americana de Beirut. El profesor Lewis había hallado los fósiles por primera vez en el yacimiento de Sahel Alma en Monte Líbano. En este conocido yacimiento fósil, se han encontrado cerca de sesenta especies de peces, ninguna de las cuales se conocen en otros lugares en el mundo.

## Descripción
Cheirothrix se caracteriza por sus enormes aletas pectorales y el lóbulo ventral de la aleta caudal, que es bastante grande también. Parece probable que estos peces pudieran impulsarse por fuera del agua y planear por algunos cientos de metros en el aire, probablemente para evadir a los depredadores.

## Distribución
Durante el período Cretácico, los niveles del mar eran mucho más altos que ahora. Los restos de peces en Sahel Alma están muy bien conservados. La roca es una piedra caliza de grano fino que se encuentra en un área muy plegada y con fallas y está depositada en lechos gruesos. Es posible que los peces hayan muerto debido a una escasez localizada de oxígeno. Se encontraron cinco especímenes de Cheirothrix lewisii, cada uno preservado con tal detalle que cincuenta o más de sus vértebras pueden ser contadas y se pueden ver claramente los rayos ramificados de las aletas pectorales. El holotipo es una losa hendida de piedra caliza con restos del pez en ambos lados. Actualmente se conserva en el Museo de Historia Natural de Londres.
Otro miembro del género, Cheirothrix libanicus, se encuentra en el mismo lecho de fósiles y se conocen otros miembros del género en depósitos de entre 84 y 70 millones de años en Alemania.